# CrossOver
CrossOver (раніше CrossOver Office) — програма, що дозволяє запускати багато застосунків, написаних для ОС Microsoft Windows, в ОС Linux і Mac OS X, і наявність при цьому встановленої ОС Windows не потрібна.
CrossOver створюється компанією CodeWeavers на основі сирцевих кодів вільного аналога Wine. При цьому сам CrossOver є комерційним продуктом. Розробники CodeWeavers додають власні латки, а також графічні утиліти конфігурації. Компанія входить до числа ключових учасників проекту Wine, спонсорує його розробку, наймає кількох розробників Wine і повертає близько 98% своїх напрацювань у вільний проект.
CrossOver відрізняється від Wine вужчою спрямованістю: він націлений на підтримку найбільш потрібних офісних та інших застосунків Windows: Microsoft Office різних версій, Microsoft Internet Explorer, Lotus Notes, Adobe Photoshop, Apple iTunes та інші. Але зате сумісність з цими застосунками ретельно тестується та зневаджується, тому зазвичай вони працюють стабільніше, ніж у Wine.
Існували також версії CrossOver Pro та CrossOver Games, створена для запуску популярних ігор для ОС Windows, але вони зараз не підтримуються як окремі продукти.

## Виноски
1. ↑  Run Windows Applications on Linux and Mac, Easily and Affordably. Архів оригіналу за 24 серпня 2013. Процитовано 8 лютого 2014.
2. ↑  Support Wine. Архів оригіналу за 24 серпня 2013. Процитовано 8 лютого 2014.
3. ↑  Выпуск CrossOver 13.1 для Linux и OS X [Архівовано 8 лютого 2014 у Wayback Machine.] // opennet.ru
4. ↑  CrossOver - Change Log - CodeWeavers. Архів оригіналу за 19 серпня 2012. Процитовано 9 березня 2012.